# Quirigua (Bogotá)
Quirigua es un barrio de la UPZ 29 perteneciente la localidad de Engativá del noroccidente de Bogotá y al norte de la Localidad. 

## Toponimia
El nombre indígena "Quirigua" procede del yacimiento arqueológico maya del mismo nombre que se encuentra en Guatemala.

## Historia
En 1970 como un proyecto del Instituto de Crédito Territorial (ICT) nace el barrio Quirigua. Su construcción se dio en el costado norte de la Calle 80, también conocida como la "calle de los obreros".
El 6 de agosto de 1972, se funda la plaza de mercado de Quirigua, durante la administración del Alcalde Aníbal Fernández.
El 12 de mayo de 1990, ocurrió un acto terrorista por parte del narcotraficante Pablo Escobar, el cual dejó 17 muertos y 150 heridos en el barrio Quirigua. La explosión se produjo por un carro bomba, parqueado enfrente de un almacén de ropa Sanzo.
El ciclista Esteban Chaves nació y vivió en Quirigua.
El periodista deportivo de Caracol Radio, Diego Rueda, nació en La Palma, pero vivió y estudió en el Quirigua.

## Barrios vecinos
Al Norte
- Plan Sidauto
- Calle 90

Al Sur
- Santa Rosita
- Primavera Norte

Al Occidente
- Bachué
- Centro Comercial Portal 80

Al Oriente
- Los Cerezos
- Primavera Norte

## Aspectos socioeconómicos
Tradicionalmente ha sido uno de los sectores con mayor concentración de actividad comercial de servicios y comercio minorista y mayorista, con varias entidades bancarias, colegios, Plaza de Mercado e Iglesia razón por la cual este barrio es uno de los más populares de la localidad de Engativá es un barrio de clase Socioeconómica media (estrato 3).

## Sitios importantes e Infraestructura
- Plaza de Mercado Quirigua[9]
- Parque Quirigua[10]
- Parroquia Santa Mariana de Jesús
- CAI Quirigua
- Estación Quirigua de Transmilenio
- IED José Asunción Silva
- IED Simón Bolívar
- IED Miguel Antonio Caro
- IED República China

## Acceso y Vías
Se accede por la Calle 80 por la Estación de Transmilenio Quirigua, o en servicio público por la ruta alimentadora de Transmilenio que sale del Portal 80 1-7 Quirigua, o por las distintas rutas del SITP que ingresan al barrio por la Calle 90 o por la Tranversal 94.